# Gustavo Buesa Ibáñez
Gustavo Buesa Ibáñez   (Barcelona, 1960) és un empresari català establert a Lloret de Mar vinculat amb Convergència Democràtica de Catalunya (CDC), i conegut amb el malnom d'el rei de la brossa.
Gustavo Buesa és propietari del grup GBI Serveis, un conglomerat que agrupa una vintena d'empreses que donen servei a municipis, institucions, empreses i indústries en la gestió integral de residus municipals i industrials, líder a Catalunya en tractament de residus urbans, així com en el disseny, construcció i manteniment d'espais públics, copropietari de l'empresa Barcelona Events Musicals, SL, que organitza el Festival Cruïlla Barcelona i també té accions en altres empreses del sector de la construcció, la restauració i l'oci, com la sala Luz de Gas de Barcelona. El 2023 va impulsar la conversió del Castell d’en Plaja de Lloret de Mar en un museu dedicat al canvi climàtic, amb el productor Toni Cruz com a director creatiu, en una iniciativa 100% privada.
L'abril de 2010 fou nomenat conseller d'Iberdrola Renovables entre abril de 2010 i juliol de 2011 i en aquest període fou investigat per l'empresa Cenyt, de José Manuel Villarejo a petició d'Iberdrola Renovables, i se'l vinculà a l' «assumpte Sugus», que vinculava a Iberdrola amb contractacions irregulars a Cenyt. El 2016 va ser investigat en una causa arxivada en 2018, per irregularitats en l'adjudicació de contractes municipals de neteja i tractament de residus de Lloret de Mar a la seva empresa, per suposadament finançar irregularment CDC.